# پیز رادنت
پیز رادنت (به لاتین: Piz Radönt) یک کوه در سوئیس است که در کانتون گراوبوندن واقع شده‌است. پیز رادنت ۳٬۰۶۵ متر بالاتر از سطح دریا واقع شده‌است.